# Forme AAB
La forme AAB (en allemand : die Barform ou der Bar et en anglais Bar form) est une forme musicale en trois sections.

## Utilisation originelle
Le terme original "Barform" provient de la terminologie rigoureuse employée par les guildes des Meistersinger du XVe au XVIIIe siècle, qui utilisait ce terme pour évoquer leurs chansons et celles de leurs prédécesseurs, les minnesingers des XIIe, XIIIe et XIVe siècles. Pour eux, une Bar n'est pas une strophe isolée (qu'ils appellent Liet ou Gesätz), mais plutôt l'ensemble de la chanson. Le mot Bar est peut-être la réduction de Barat. Le terme était utilisé pour évoquer une chanson particulièrement réussie (comme on était censé en composer au sein des guildes).
La structure AAB correspond en réalité à chaque strophe dans une Bar (chanson) de Meistersinger. Elle se divise en deux Stollen (une section A répétée deux fois), qui sont nommés collectivement Aufgesang, suivis par un Abgesang (section B). La forme musicale contient donc deux répétitions d'une mélodie suivies d'une autre mélodie. Une mélodie (Ton dans la terminologie des Meistersinger) de Hans Folz (c.1437–1513) illustrera cela :

Notons que la section B n'est pas nécessairement de la même longueur que la section A. La section B peut également incorporer des éléments de la section A : dans l'exemple précédent, les 14 notes finales de la section B sont exactement les mêmes que les 14 notes finales de la section A. Dans cet exemple, les 17 notes démarrant la section B (et jamais répétées) peuvent être appelée le Steg par les Meistersingers : littéralement un pont (terme utilisé plus tard pour désigner une section contrastante en musique populaire).

## Utilisation moderne
Le compositeur Richard Wagner, dans l'acte 3 de son opéra Die Meistersinger von Nürnberg, utilise le mot Bar de manière incorrecte en l'utilisant pour parler d'une strophe de la chanson primée. Cela s'explique par une mauvaise lecture de Wagenseil. En plus, le célèbre biographe de Bach Spitta, dans sa monumentale biographie de Bach, a souligné fortement le rôle des chorals luthériens, presque tous de forme AAB, dans ce qu'il considère comme étant les cantates les plus abouties de Bach. Le compositeur Johannes Brahms a également déclaré que la forme AAB du choral Jesu, meine Freude générait des structures formelles plus important dans le motet du même nom  (Jesu, meine Freude, BWV 227). L'étude de l'utilisation de la forme AAB chez Bach et Wagner a conduit à l'adoption du terme "Barform" pour toute chanson (ou œuvre musicale plus importante) dont la structure peut être synthétisée en trois parties dont la première partie est répétée.
De telles formes AAB peuvent se trouver dans des pièces allant des chorals luthériens à l'hymne The Star-Spangled Banner en passant par des lieder de Schubert, Schumann et Brahms. Bartok a également utilisé cette forme au XXe siècle, et de nombreux blues suivent la structure "A1A2B."